# Charlevoix (Metro Montreal)

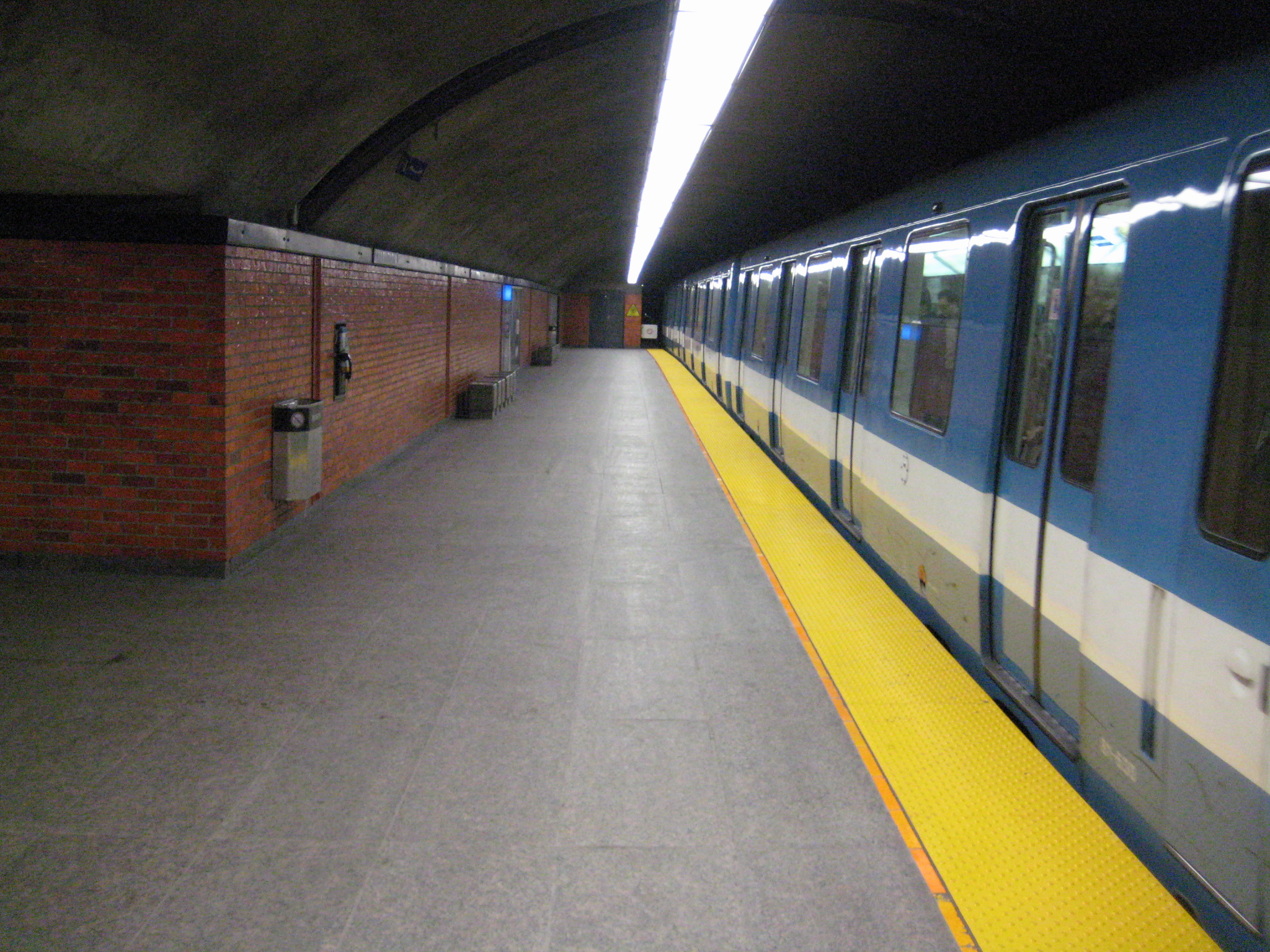
Einer der beiden Bahnsteige

Charlevoix ist eine U-Bahn-Station in Montreal. Sie befindet sich im Arrondissement Le Sud-Ouest an der Kreuzung von Rue Centre und Rue Charlevoix. Hier verkehren Züge der grünen Linie 1. Im Jahr 2019 nutzten 2.192.433 Fahrgäste die Station, was dem 53. Rang unter den insgesamt 68 Stationen der Metro Montreal entspricht.

## Bauwerk

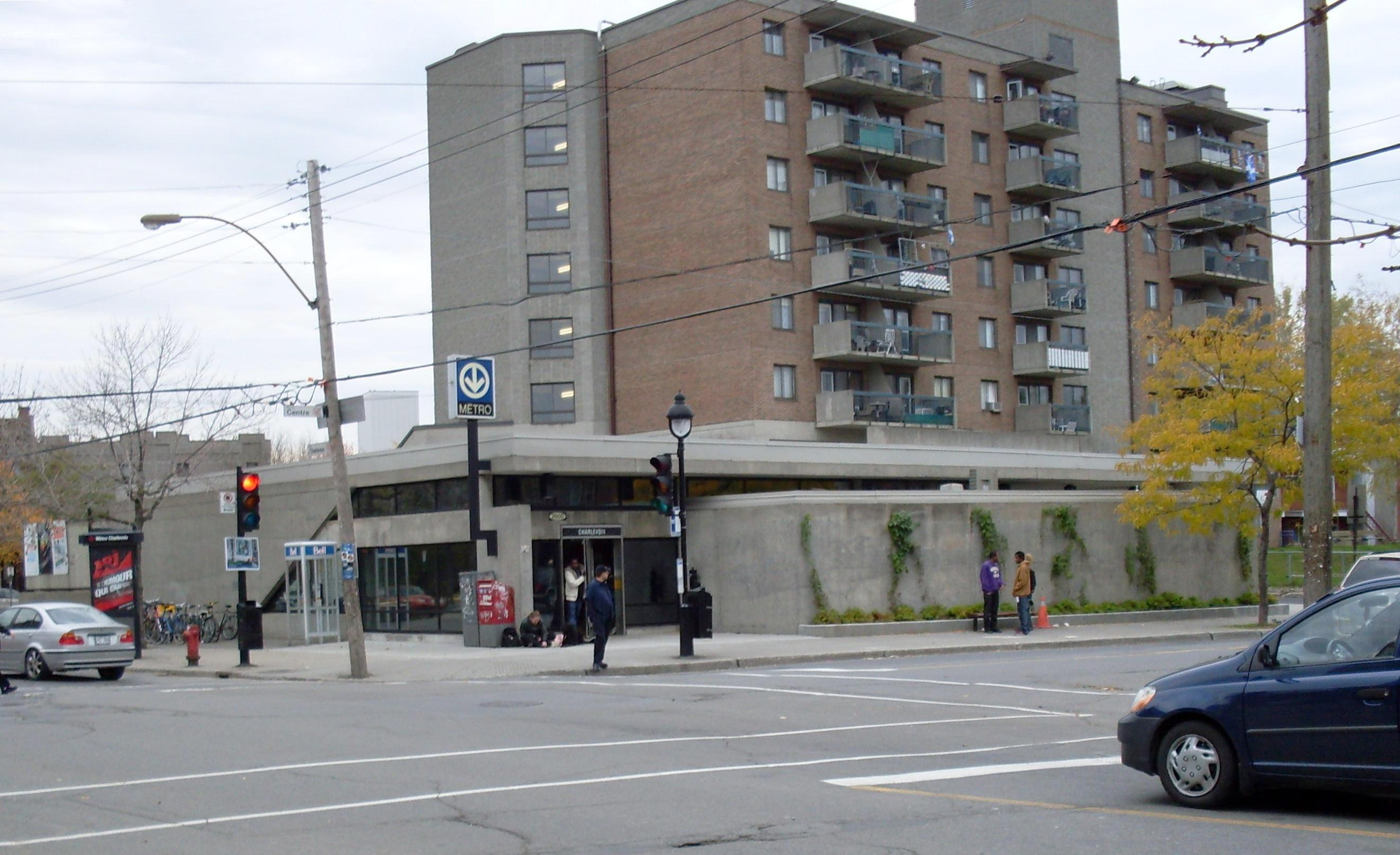
Eingangspavillon

Die vom Architekturbüro Ayotte et Bergeron entworfene Station entstand als Tunnelbahnhof. Das Vorhandensein von weichem Utica-Schiefer in der Umgebung schränkte die Breite ein, weshalb die Bahnsteige über- statt nebeneinander errichtet werden mussten. Die Wände sind mit glasierten rotorangen Ziegeln verkleidet, ergänzt durch Diamentenmuster auf den Bahnsteigebenen. Ein großer Lichtschacht lässt das Tageslicht auf die Verteilerebene herabscheinen. Der aus Ziegeln errichtete Eingangspavillon, vor dem sich eine Buswendeschleife befindet, ist an ein Wohnhochhaus angebaut.
Der Seitenbahnsteig der südwärts fahrenden Züge befindet sich in 24,4 Metern Tiefe, jener der stadteinwärts fahrenden Züge in 29,6 Metern Tiefe. Somit ist Charlevoix die am tiefsten gelegene Station der gesamten Montrealer Metro; als einzige liegt sie auch unterhalb des Meeresspiegels. Die Entfernungen zu den benachbarten Stationen, jeweils von Stationsende zu Stationsanfang gemessen, betragen 707,25 Meter bis LaSalle und 1077,31 Meter bis Lionel-Groulx. Es bestehen Anschlüsse zu fünf Buslinien und einer Nachtbuslinie der Société de transport de Montréal. In der Nähe befindet sich der Lachine-Kanal.

## Kunst

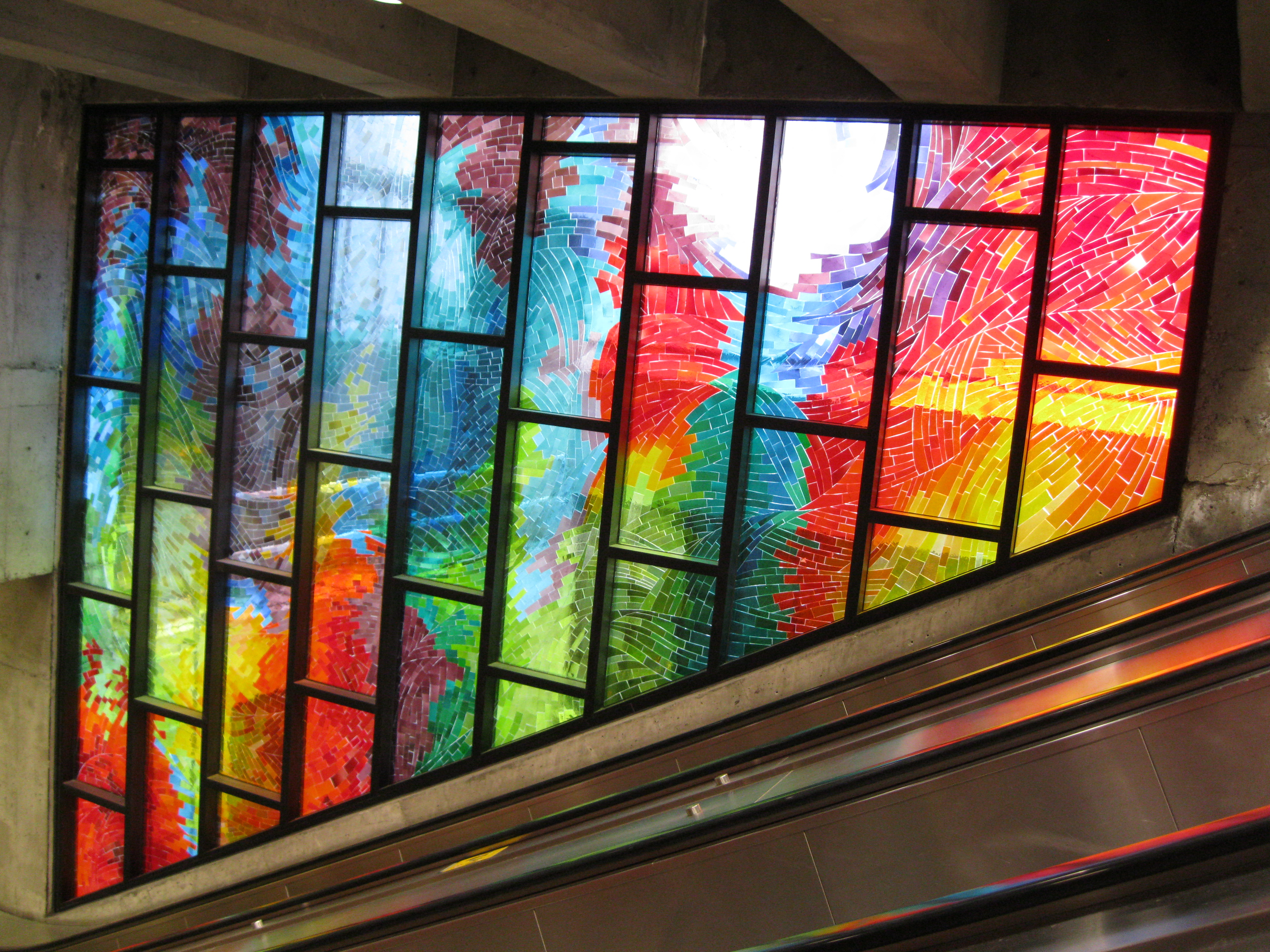
Glasmalerei

Direkt über und unter der Verteilerebene sind zwei Fenster mit Glasmalereien angebracht. Der belgische Glasbläser Pierre Osterrath schuf sie nach einer von Mario Meola entworfenen Vorlage. Sie sind mit abstrakten Mustern bemalt und zusammen 35,7 m² groß. Auf dem langen Weg zwischen Bahnsteigen und Oberfläche mildern sie den Eindruck der großen Tiefe.

## Geschichte
Die Eröffnung der Station erfolgte am 3. September 1978, zusammen mit dem Teilstück Atwater–Angrignon der grünen Linie. Namensgeber ist die Rue Charlevoix, benannt nach dem französischen Jesuiten und Historiker Pierre François Xavier de Charlevoix (1682–1761), der in Neufrankreich lange Forschungsreisen unternahm.